# Nazionalità
La nazionalità è il senso di appartenenza ad una nazione per lingua, cultura, tradizione, religione, storia; in questo senso, la nazionalità coincide con l'idea di nazione esprimente il complesso di quegli elementi culturali che caratterizzano la storia di un gruppo etnico.
Talora i due termini vengono separati per non confondere la nazione - identificata, anche se non sempre in maniera propria, con lo Stato, entità più giuridica che culturale - con le nazionalità che la compongono, come fa, ad esempio, l'articolo 2 della Costituzione della Spagna del 1978.
Nel linguaggio comune in Italia il termine è spesso usato, in maniera errata, come sinonimo di cittadinanza.

## Storia della nazionalità
Il concetto di nazionalità non era ignoto ai Romani, che per primi coniarono il termine di nazione (natio). Tale termine era però da essi utilizzato in preferenza, talvolta con accezione spregiativa, per indicare, fin da età tardorepublicana, i popoli non facenti parte del proprio orizzonte culturale e umano (da essi definiti barbari). Per i romani i punti di riferimento fondamentali del comune sentimento di appartenenza etnica erano infatti la civitas o la gens. La nazionalità si afferma pertanto in Europa solo con l'espansione dei popoli barbari i quali concepivano la loro unità nel senso di una comunione di stirpe e non rapportandola ad un determinato territorio. Lo sviluppo del concetto di nazionalità fu limitato per lungo tempo dal frammentarismo politico e giuridico del Medioevo. Presso le università italiane del XIII secolo si formarono le cosiddette nationes (la natio polacca, germanica...) che non hanno però alcun significato politico ma nascono solo a scopo associativo e corporativo. Alquanto diverso era il concetto di nationes nei consessi di carattere sovranazionale: nel Concilio di Costanza (1414-1418) ad esempio, le cinque nazioni ammesse ad esercitare il diritto di voto (la francese, l'inglese, l'italiana, la germanica e, in seguito, anche la spagnola) si differenziavano fra di loro sulla base delle proprie peculiarità culturali, oltreché territoriali. In Francia l'unità monarchica rappresentò non la nascita di una nazionalità, ma l'unione di unità minori (Aquitania, Borgogna ecc.) e così il sorgere in Germania del Sacro Romano Impero della nazione tedesca comprendeva le diverse unità etniche dei Sassoni, dei Bavari, degli Alemanni ecc.
È sul piano degli avvenimenti politici dopo la Rivoluzione francese e in seguito alla espansione imperialistica napoleonica che si risveglia l'idea di nazionalità in Europa.
In questo senso ora nasce l'ideale di nazionalità come atteggiamento ideologico basato sulla impropria coincidenza di popolo (inteso come un complesso di persone caratterizzate, in base al diritto positivo, come appartenenti allo stesso stato) e nazione, che ha dato luogo, nel corso del XIX secolo, sia al sorgere di nuovi stati nazionali sia alla degenerazione dell'idea stessa di nazione nelle varie forme di nazionalismo.

### Il principio di nazionalità contro Napoleone

L'Impero napoleonico e i suoi stati clienti nel 1812

Il principio di nazionalità ispira nel XIX secolo la nascita di nuovi stati unitari in un'Europa dove l'imperialismo francese di Napoleone aveva portato quell'idea di nazione che presto gli si rivolgerà contro. La federazione di stati europei sotto l'egida della "Grande Nazione", che sembrava dar vita alla realizzazione dell'ideale del cosmopolitismo illuministico, si disgregava invece sotto la spinta delle nazionalità.
Ai primi dell'Ottocento il principio di nazionalità è per la prima volta vissuto dalle masse contadine che si mobilitano, come nel caso della resistenza spagnola all'occupazione napoleonica, contro "el rey entruso", Giuseppe Bonaparte, in nome della difesa della religione cattolica contro l'ateo illuminista francese, del senso di lealtà al loro sovrano dinastico, e del loro sentimento nazionale offeso dall'arrogante dominatore francese. Questi guerriglieri spagnoli che causeranno a Napoleone la perdita di decine di migliaia di soldati, come nella battaglia casa per casa per la riconquista di Saragozza, non si rendono conto che stanno combattendo per ribadire le loro catene, che i francesi portatori dei valori dell'89 avevano in qualche modo pur contribuito a rendere più leggere.
Sono ancora masse contadine russe quelle che per gli stessi ideali, portando in battaglia le icone, combatteranno e causeranno la decimazione del corpo di spedizione napoleonico. Ben diverso il caso della Prussia indottrinata e resa cosciente del proprio valore di nazione dai "Discorsi alla nazione tedesca" di Fichte. I soldati prussiani si batteranno e vinceranno a Lipsia nella battaglia delle nazioni (1813) consapevoli di voler liberare la loro patria dall'invasore straniero.

### La nazionalità e l'equilibrio

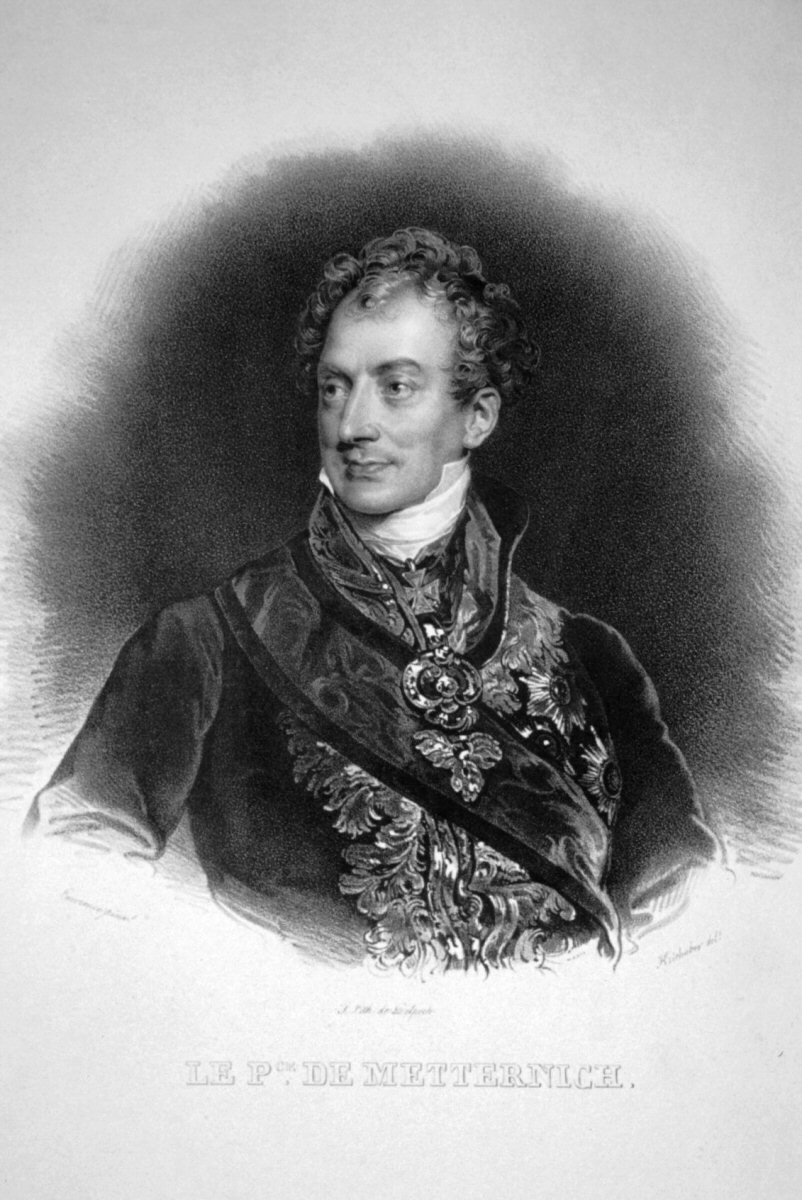
Klemens von Metternich

Il sentimento di nazionalità reso pericoloso dalle connotazioni rivoluzionarie contadine non a caso sarà sacrificato, in nome del principio dell'equilibrio, dalla reazione del Congresso di Vienna che con un tratto di penna ridisegnava i confini dell'Europa politica mettendo da parte ogni aspirazione alla nazionalità, in nome della quale quei popoli si erano battuti contro Napoleone.
La polizia internazionale della Santa Alleanza interverrà affannosamente a sedare i vari moti liberali e nazionali che si accenderanno in Europa riuscendo non sempre a ristabilire quell'ordine che aveva ispirato tutta la politica di Metternich.
Ciononostante l'artificiosa creazione del Regno Unito dei Paesi Bassi che univa belgi e olandesi, valloni e fiamminghi ed economie contrapposte, si sfaldava sotto la spinta degli interessi borghesi e degli stati, come la Francia, che in nome del principio del non intervento, li sosteneva.
I montanari greci si batteranno contro i musulmani turchi, in nome della loro religione ortodossa, ricevendo l'appoggio interessato non solo dei mercanti greci, i "fanarioti", ma anche dei Russi difensori degli ortodossi, per l'indipendenza tuttavia raggiunta solo nel 1830 con l'intervento decisivo delle potenze europee nell'annosa questione d'Oriente.

### Nazionalità e mercato unitario

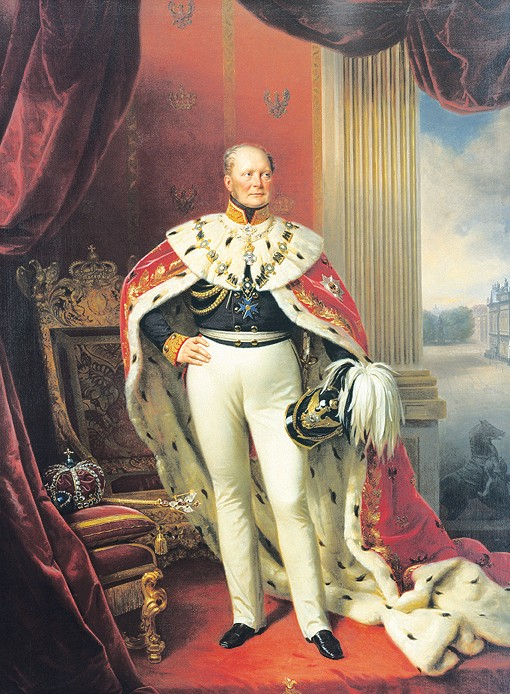
Federico Guglielmo IV

Verso il 1830 cambia il senso di appartenenza alla nazione che viene vissuto dalla classe borghese come l'esigenza di raggiungere un'unità economica, prima ancora che politica. È l'unità del mercato quella da conseguire come premessa di una futura unità politica.
Così nel 1834 lo zollverein, l'unione doganale dei vari stati tedeschi, voluta da intellettuali e studenti liberali, come primo passo per quell'unione politica che però non riusciranno a realizzare nell'assemblea di Francoforte, conseguita sull'onda travolgente della rivoluzione europea del 1848.
La spaccatura tra Grandi e Piccoli tedeschi, ma soprattutto il rifiuto dell'"avvelenato diadema" da parte del re di Prussia Federico Guglielmo IV farà sì che l'unità tedesca si raggiungerà "col ferro e col sangue" ad opera del "cancelliere di ferro" Otto von Bismarck. Unificazione raggiunta con "tre bagni di sangue" che segneranno il destino della futura Germania contrassegnata da un acceso nazionalismo, degenerazione della nazionalità.
Nel cosiddetto "biennio delle riforme" (1846 - 1847) in Italia, Massimo d'Azeglio progetterà, in contrapposizione ai metodi rivoluzionari della setta mazziniana (come dirà Cavour, resa disperata dagli insuccessi), un'unità politica basata sulla forza dell'opinione pubblica che con "una congiura al chiaro giorno" costringerà i principi dei vari stati italiani ad ottenere una serie di riforme che mirano innanzitutto all'unità del mercato: abolizione di dazi e dogane, unità della moneta, unità di pesi e misure ecc. Solo in un non precisato futuro il re di Sardegna s'incaricherà del raggiungimento dell'unità politica italiana.

### La nazionalità italiana fra storia e mito
Nella prima metà dell'Ottocento l'idea di nazione, si sviluppò con maggior vigore in quei paesi che non si erano ancora dotati di uno stato unitario, e cioè la Germania e l'Italia:
 In Italia, la necessità di coinvolgere le masse nella costruzione dello Stato, fece sviluppare, accanto a una storiografia critica, che cercava di mettere in luce gli elementi comuni del popolo, o dei popoli, che avevano condiviso uno stesso territorio per quasi tre millenni, e, sotto più di un aspetto, un destino comune, anche elaborazioni afferenti al campo della mitologia politica. Queste tendevano a "mitizzare" un sentimento di nazionalità còlto nel lontano passato della storia italiana che, vissuto magari inconsciamente, si sarebbe conservato fino all'età della riscossa nazionale contro lo straniero. Non mancano esempi, secondo numerosi ideologi imbevuti di miti romantici, di un sentimento nazionale italiano nella lontana storia passata: dalla disfida di Barletta, di cui è protagonista il personaggio del romanzo dello stesso D'Azeglio: Ettore Fieramosca, eroico difensore dell'orgoglio nazionale dei cavalieri italiani offesi dagli arroganti francesi, alla "guerra santa" di papa Giulio II contro i francesi, fino al Carroccio e alla Lega Lombarda contro i tedeschi e così via.
A tale proposito va detto che anche in altri paesi si svilupparono nell'Ottocento miti e interpretazioni storiche acritiche o prive di fondamento che sovente sono sopravvissute fino ai nostri giorni: il mito romantico del primo Medioevo barbarico nei paesi di lingua tedesca, l'appropriazione del germanico Carlo Magno effettuata dai francesi e tesa ad esaltarlo come un grande sovrano francese, ecc. Per tornare all'Italia, il mito di una passata presunta coscienza nazionale italiana ("presunta", se diamo a tale termine un'accezione moderna), arriverà sino a Ugo Foscolo e Giosuè Carducci, che esaltava l'eredità comunale della Terza Italia, e, per certi aspetti, al fascismo, che fonderà la gloria nazionale italiana su impossibili parallelismi fra la l'Italia del littorio e l'Impero romano.

### L'unità nazionale italiana

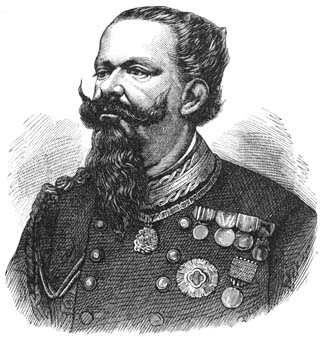
Vittorio Emanuele II

La sofferta unità italiana sarà raggiunta non per una vasta partecipazione delle masse ma per una congiunta azione diplomatica e militare per volontà di una élite borghese in ascesa economica e politica che sbandierava ideali patriottici e nazionali (come ovunque in Europa) e si presentava come portatrice di un rinnovamento civile di cui il padre Carmelo, commovente interlocutore del garibaldino Giuseppe Cesare Abba, smascherava l'ipocrisia e che rifiutava perché "la libertà non è pane e la scuola nemmeno".
Espressione della consapevolezza della mancanza di una coscienza nazionale italiana la stessa famosa espressione di D'Azeglio: "L'Italia è fatta, bisogna ora fare gli italiani". E Cavour acutamente notava che in effetti neppure l'Italia era "fatta", poiché, diceva, almeno due Italie stanno a fronte. Un'Italia sulla via della rivoluzione industriale e una che i rappresentanti del nuovo Parlamento del Regno d'Italia affermavano quella essere Africa e non Italia. Un'"Africa" che forse valeva l'idea di abbandonare e tornare a separare dal nuovo stato.
Del resto il nuovo sovrano del Regno d'Italia aveva conservato il titolo dinastico sabaudo di Vittorio Emanuele "secondo" e non assunto quello di "primo", come primo re d'Italia, quasi a voler mettere in risalto la volontà di apparire più come sovrano piemontese che italiano.

### Nazionalità incosciente e volontaria
Dopo il 1870 come nota lo storico Federico Chabod si sviluppa il dibattito tra italiani e tedeschi, che giustificano la recente annessione dell'Alsazia-Lorena con la concezione della nazionalità incosciente che per caratteri naturali, come il "sangue" e il "suolo", appartiene fisicamente ad un popolo. Questa, sostenevano, è anteriore e superiore a ogni volontà di riconoscersi in una nazione.
In questo modo in Germania cominciava a germogliare il seme del nazionalismo che avrebbe portato i suoi frutti nel razzismo e nell'antisemitismo del regime nazista.
Differentemente gli Italiani, ad eccezione del periodo del governo filo-tedesco di Francesco Crispi, sostenevano il principio della nazionalità volontaristica basata sul "voto dei popoli e la coscienza delle nazioni".
Anche il filosofo francese Ernest Renan, nel 1882, sosteneva che la nazione "è un plebiscito di tutti i giorni", nel senso che si nutre di una volontà di coesione che viene messa continuamente alla prova, e non si può ridurre a mera identità geografica, religiosa, linguistica o etnica.

### Nazionalità e nazionalismo
Con il Congresso di Berlino nel 1878 si accentuano i contrasti imperialistici delle potenze europee e il sentimento di nazionalità degenera nel nazionalismo: come irrazionale volontà di potenza, di conquista territoriale ed economica, come diritto di ogni popolo di realizzare le sue possibilità di espansione vitale. Si aprirà così il baratro della prima guerra mondiale.

### La nascita della nazionalità

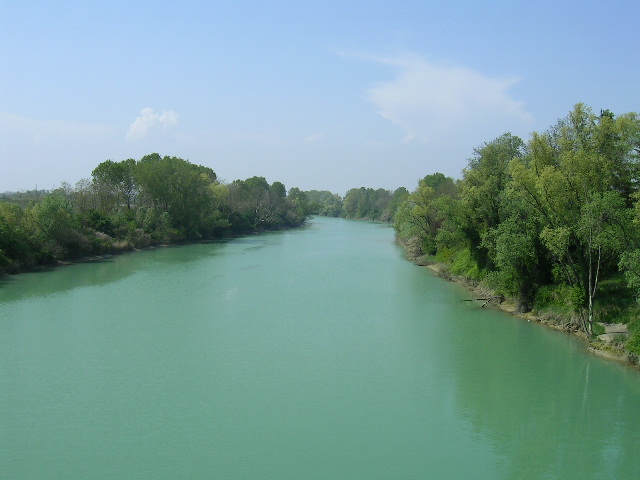
Il fiume Piave

Ma sarà proprio nelle trincee della Grande Guerra che il popolo cittadino e contadino delle varie e frantumate patrie italiane, dalle tante lingue e dalle molteplici storie, finalmente s'incontrerà e imparerà a conoscersi e a riconoscersi nella comunanza, non solo della sofferenza della guerra, ma dei problemi delle famiglie lasciate a casa, dell'accresciuta miseria che ha sempre travagliato la loro vita. Si formerà così il primo abbozzo di una coscienza nazionale italiana ma si continuerà a non capire questa guerra voluta dai "padroni" dove i fanti sono solo "carne da cannone". I rifiuti di obbedienza agli alti comandi e le diserzioni indicano nei soldati la formazione di una coscienza di classe che sta per tramutarsi in lotta di classe.

Finalmente dopo la disfatta di Caporetto, fallimento militare e politico di una rivoluzione abortita, è sulla linea del Piave che prevarrà il sentimento nazionale italiano dei soldati, fino a pochi giorni prima gli invasori di un'altra nazione, che ora si battono per la difesa della propria terra invasa dallo straniero, della loro patria (finalmente questa parola avrà un senso per loro) che non vogliono sia più conquistata e divisa.